# Giuseppe Brezzi
Giuseppe Mario Paolo Francesco Alberto Brezzi (Alessandria, 2 aprile 1878 – Torino, 19 agosto 1958) è stato un ingegnere, dirigente d'azienda e politico italiano.

## Biografia
Laureato in ingegneria nel 1902 con specializzazione mineraria e industriale, lavora fino al 1904 in alcuni stabilimenti non precisati di Torino, dove svolge mansioni di operaio specializzato e si forma una preziosa esperienza nel campo dei macchinari industriali e della loro gestione. Nel 1904 si trasferisce in Belgio per fare la necessaria pratica nel campo delle miniere: assunto dalla Vieille Montagne, una compagnia mineraria con attività estrattive nello stesso Belgio e in Germania, dove rimane fino al 1911 per un lungo apprendistato con funzioni sia direttive che di capo-tecnico. Rientrato in Italia viene assunto come capo servizio nelle miniere di San Bernardetto, in Sardegna, dove rimane comunque per poco tempo a causa di una infezione malarica. Superato il problema inizia a lavorare per la compagnia mineraria Ollomont, in Valle d'Aosta, e più o meno contemporaneamente riceve il primo incarico per la costruzione di una centrale di alimentazione elettrica e vari macchinari da parte della Borsalino di Alessandria.
Fu probabilmente in relazione all'attività del cappellificio, allora tra i maggiori patrocinatori dell'attività del calcio in Alessandria, che si attivò in campo sportivo; è ricordato come «primo, vero presidente dell'Alessandria», ruolo che ricoprì dal 1913 al 1920; «in questa impresa – ha scritto il giornalista Marcello Marcellini – egli profuse molto di suo, anche economicamente, tant'è che, dopo la sospensione bellica [dell'attività sportiva], riprese in mano le redini e fu l'artefice della fusione, nel 1920, con l'Unione Sportiva Alessandrina, dalla quale nacque l'Alessandria Unione Sportiva».
Nel 1915 chiede la revisione della riforma al servizio di leva per poter partire volontario per la prima guerra mondiale. Interventista di sentimenti esclusivamente patriottici, senza alcun coinvolgimento politico coi nazionalisti, e in seguito coi fascisti, viene accettato per le sue competenze tecniche ed aggregato al battaglione aviatori.

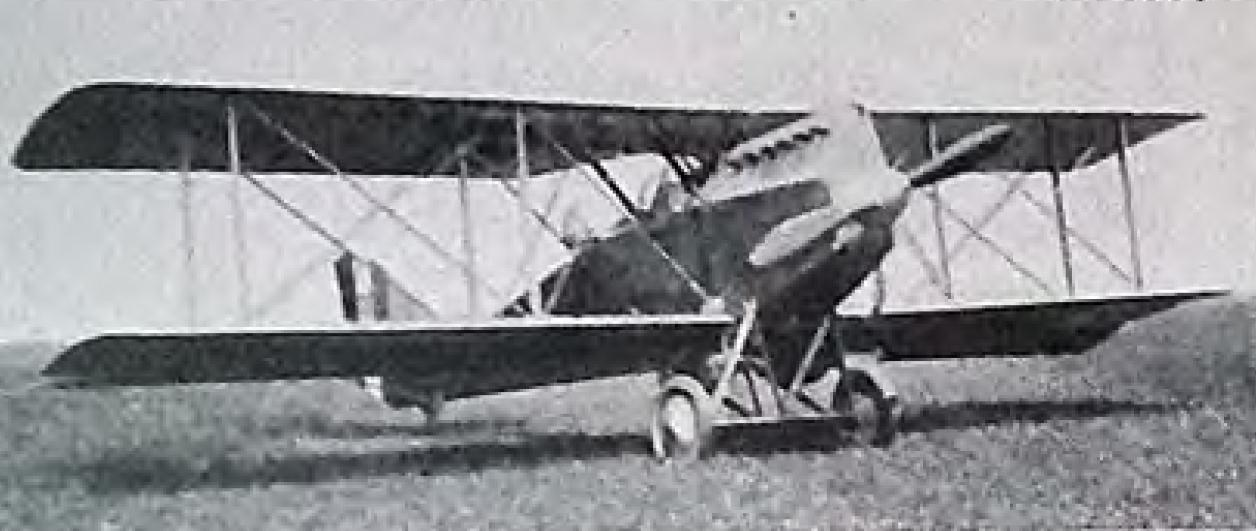
L'Ansaldo A.300

Nel 1917 la sua competenza tecnica viene destinata ai cantieri aeronautici Ansaldo di Genova, dove dirige la costruzione degli aerei S.V.A.. L'anno successivo fu compito suo ad adattare uno S.V.A. per permettere a Gabriele D'Annunzio il volo su Vienna.  Nel 1919, allo scopo di risollevare le sorti dell'industria aeronautica italiana post-bellica, compie un volo di circa 9.000 km nelle capitali di tutta Europa ed oltre con il primo Ansaldo A.300, un monomotore biplano di sua esclusiva progettazione, ideato per scopi militari ma prodotto in seguito per l'uso commerciale. I successivi ordini da parte di Belgio, Polonia, Russia e Spagna, oltre che da parte italiana, danno intenso lavoro all'azienda per i successivi tre anni, rinviando senza risolvera la più generale crisi finanziaria da cui è uscita dalla guerra. Allo scopo di risollevarne le sorti Bonaldo Stringher, all'epoca direttore generale della Banca d'Italia, nel 1921 lo chiama a far parte di una speciale commissione tecnica che deve supportare le sue attività industriali e, al contempo, difenderla da una feroce scalata da parte della Banca italiana di sconto, peraltro prossima al fallimento.
Nello specifico gli viene affidato il compito di riorganizzare la controllata Cogne, impresa valdostana che opera nel campo delle miniere di antracite e magnetite con annessi impianti siderurgici e centrali idroelettriche. Vi rimane fino al 1934, anno in cui, mercé il reiterato rifiuto di iscriversi al Partito nazionale fascista, viene estromesso dalla nuova gestione dell'IRI.
Rimasto inattivo si dedica alla privata professione grazie al figlio Andrea, militare di carriera in aviazione poi caduto durante la seconda guerra mondiale, in quel periodo attivo come laureato in fisica nel settore delle lavorazioni meccaniche militari. Stretto un accordo con la tedesca Krupp ottiene l'esclusiva per l'Italia di alcuni suoi brevetti per la lavorazione dei metalli duri, all'epoca sconosciuti nella produzione nazionale, avviando una piccola impresa che si occupa di importazione e lavorazioni minori. Nello stesso periodo viene chiamato da alcuni industriali liguri e piemontesi, sue vecchie conoscenze, per dare il suo apporto tecnico ad uno stabilimento che produce fertilizzanti chimici utilizzando la lignite del bacino della Val d'Arno.
Nel 1929 viene chiamato a presiedere la Società Reale Mutua di Assicurazioni, incarico cui inizialmente vorrebbe non accettare, essendo del tutto estraneo alle sue competenze, ma che poi mantiene fino al 1944, quando è costretto a lasciarlo per le procedure di epurazione. Nello stesso anno è nominato senatore a vita su pressione degli industriali liguri e lombardi, avendo il Brezzi i necessari requisiti per il rappresentante parlamentare dei loro interessi. Nonostante non abbia mai fatto politica, non si sia mai iscritto al partito fascista e sia stato anche perseguitato dai tedeschi nel periodo della Repubblica Sociale Italiana, il 29 marzo 1946 l'Alta Corte di Giustizia per le Sanzioni contro il Fascismo lo dichiara decaduto dalla carica di senatore dopo un lungo e combattuto procedimento. La sentenza viene poi confermata dalla Cassazione l'8 luglio 1948.